# Dictyodoris
Dictyodoris is een geslacht van weekdieren uit de klasse van de Gastropoda (slakken).

## Soort
- Dictyodoris maculata Eliot, 1906